# 朝鮮革命博物館

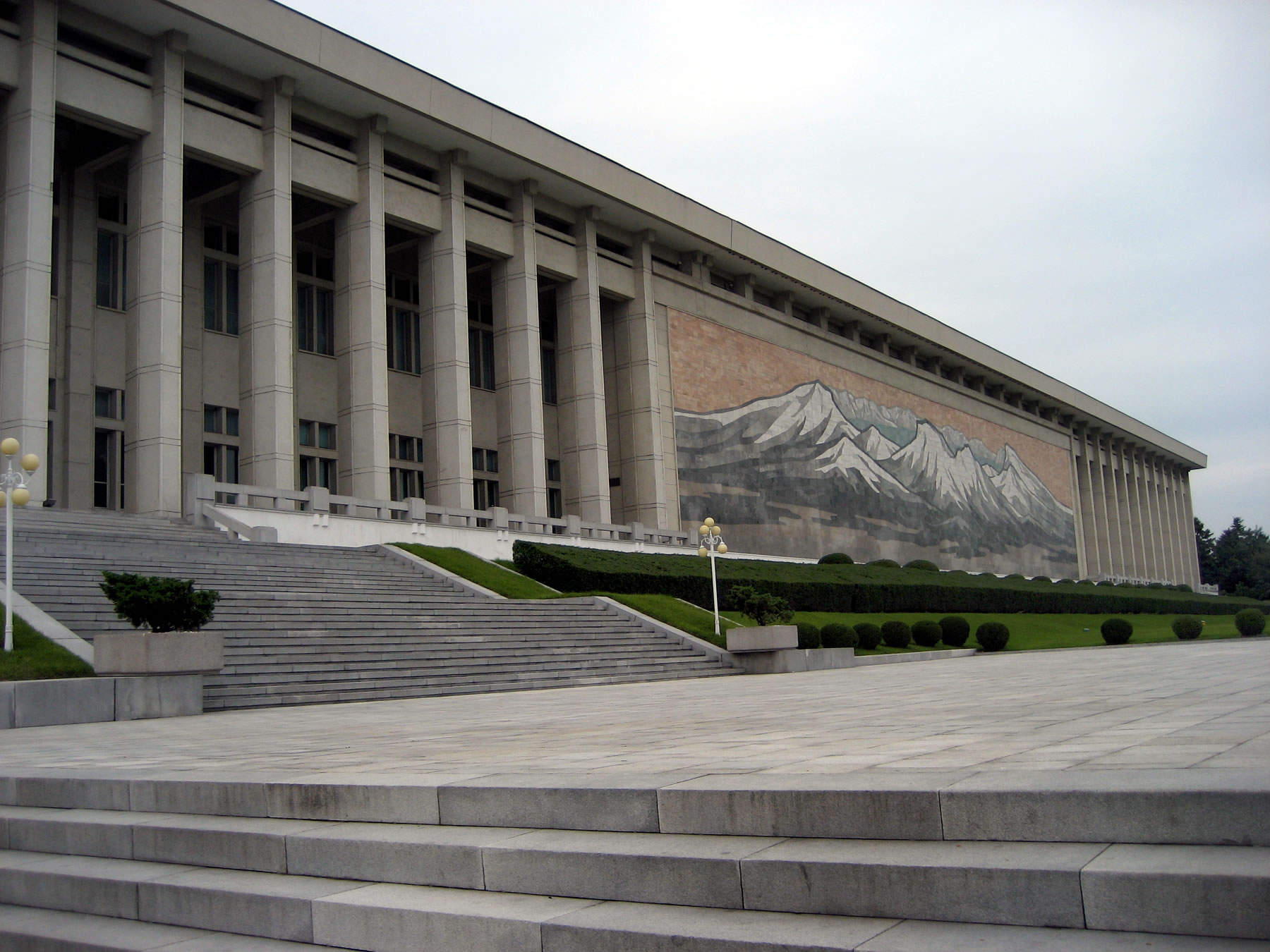
朝鮮革命博物館

朝鮮革命博物館（朝鮮語：조선혁명박물관）是位於朝鮮民主主義人民共和國平壤直轄市大同江畔萬壽臺的國家級博物館。

## 历史
初建於1948年8月，1972年4月為慶祝金日成誕辰而修建新館。占地面積5萬平方米，陳列有自1930年代抗日鬥爭至1948年9月朝鮮民主主義人民共和國建國前後的事跡和實物。設立學術研究、文物保護、群眾教育等管理部門，設有領袖戰友館、祖國統一館及海外僑胞館等特色展館，時任館長為黃順姬。
根據朝鮮中央通訊社的報導，朝鮮革命博物館於2017年3月翻修至2025年3月截稿以來有展示1.2190萬件展品，並接待超過227.7萬參觀人次。

## 外部連結
- 我的國家：朝鮮革命博物館

39°01′56″N 125°45′11″E / 39.032103°N 125.753063°E